# Timothy Bailey
Timothy Bailey est un réalisateur et animateur américain. Il travaille pour Les Simpson depuis 1995.

## Filmographie

### Réalisateur

#### Pourles Simpson
| Année | Titre                                                    | Titre original                               | Saison | Épisode | Scénariste                              |
| ----- | -------------------------------------------------------- | -------------------------------------------- | ------ | ------- | --------------------------------------- |
| 2011  | La Gourmète                                              | The Food Wife                                | 23     | 5       | Matt Selman                             |
| 2012  | L'Arbre miraculeux                                       | A Tree Grows in Springfield                  | 24     | 6       | Stephanie Gillis                        |
| 2014  | Le Prix de la lâcheté                                    | The Yellow Badge of Cowardge                 | 25     | 22      | Billy Kimball Ian Maxtone-Graham        |
| 2015  | Le Baby-sitter                                           | The Princess Guide                           | 26     | 15      | Brian Kelley                            |
| 2015  | Enquête fumeuse                                          | Cue Detective                                | 27     | 2       | Joel H. Cohen                           |
| 2016  | Ados mutants à cause du lait                             | Teenage Mutant Milk-Caused Hurdles           | 27     | 11      | Joel H. Cohen                           |
| 2016  | Souvenirs de Paris                                       | To Courier with Love                         | 27     | 20      | John Frink                              |
| 2017  | Phatsby le Magnifique (Partie 2)                         | The Great Phatsby: Part 2                    | 28     | 13      | Dan Greaney Matt Selman                 |
| 2017  | Simpson Horror Show XXVIII                               | Treehouse of Horror XXVIII                   | 29     | 4       | John Frink                              |
| 2018  | Homer est là où n'est pas l'art                          | Homer Is Where the Art Isn't                 | 29     | 12      | Kevin Curran                            |
| 2018  | Autonhomer                                               | Baby You Can't Drive My Car                  | 30     | 5       | Rob LaZebnik                            |
| 2019  | Le clown reste sur la photo                              | The Clown Stays in the Picture               | 30     | 14      | Matt Selman                             |
| 2019  | Simpson Horror Show XXX                                  | Treehouse of Horror XXX                      | 31     | 4       | J. Stewart Burns                        |
| 2019  | Vivre la pura vida                                       | Livin La Pura Vida                           | 31     | 7       | Brian Kelley                            |
| 2020  | Non, musée, ne fais pas ça                               | Now Museum, Now You Don't                    | 32     | 3       | Dan Greaney                             |
| 2020  | Un Noël d'été à Springfield                              | A Springfield Summer Christmas for Christmas | 32     | 10      | Jessica Conrad                          |
| 2021  | Le Dernier Combattant de bar                             | The Last Barfighter                          | 32     | 22      | Dan Vebber                              |
| 2021  | Le Ventre de Lisa                                        | Lisa's Belly                                 | 33     | 5       | Juliet Kaufman                          |
| 2021  | Maggie et les Gangsters                                  | A Made Maggie                                | 33     | 10      | Elisabeth Kiernan Averick               |
| 2022  | Marge la brute                                           | Marge the Meanie                             | 33     | 20      | Megan Amram                             |
| 2022  | Lisa la scout                                            | Lisa the Boy Scout                           | 34     | 3       | Dan Greaney                             |
| 2022  | Le jeu a changé                                          | Game Done Changed                            | 34     | 10      | Ryan Koh                                |
| 2023  | La Guerre des fans                                       | Fan-ily Feud                                 | 34     | 18      | Broti Gupta                             |
| 2023  | Le Piège de la soif : Une histoire d'amour en entreprise | Thirst Trap: A Corporate Love Story          | 35     | 4       | Rob LaZebnik                            |
| 2024  | Lisa pro de la F1                                        | Lisa Gets an F1                              | 35     | 12      | Ryan Koh                                |
| 2024  | Simpson Horror Show XXXV                                 | Treehouse of Horror Show XXXV                | 36     | 5       | Rob LaZebnik, Dan Vebber et Matt Selman |
| 2025  | The Last Man Expanding                                   | The Last Man Expanding                       | 36     | 16      | J. Stewart Burns                        |
| 2025  | Yellow Planet                                            | Yellow Planet                                | 36     | 18      | J. Stewart Burns                        |

### Animateur
- 1995-2015 : Les Simpson (128 épisodes)
- 1997 : Les Rois du Texas (1 épisode)
- 2002 : Welcome to Eltingville
- 2014 : The Simpsons Take the Bowl

### Assistant réalisateur
- 2005-2015 : Les Simpson (38 épisodes)